# José García Albarrán
José García Albarrán (¿?, 1815-Madrid, 14 de julio de 1894) fue un militar español.

## Biografía
Según el barón de Artagan, José García Albarrán había nacido en Extremadura. Era hijo del coronel de Caballería José García Albarrán, quien después de acompañar a Portugal a Carlos María Isidro de Borbón, murió por su causa en una de las primeras acciones de la primera guerra carlista.

### Primera guerra carlista
En 1838 se unió a las fuerzas expedicionarias carlistas mandadas por el general Basilio Antonio García, quien le nombró cadete de Infantería. Albarrán combatió en las victoriosas acciones de Malagón y Carrizosa; en la de Úbeda: en la toma de Calzada de Calatrava y Puertollano; en la acción de Valdepañas, en la cual fue ascendido a alférez y nombrado Ayudante de Campo del entonces Brigadier Marqués de Santa Olalla. También se encontró Albarrán en las acciones de Almadén del Azogue, Navalmoral de Plasencia y por último en la de Béjar, en donde en medio de la derrota de los expedicionarios, aún pudo hacer siete prisioneros, quien al frente de unos cuantos voluntarios fue a Gerte, en cuyo punto tuvo un encuentro con las fuerzas de Lacalle, pasando después a Tornavacas, luego a Piedrahíta y finalmente a las Provincias Vascongadas, presentándose en Estella al general Guergué, quien le agregó al Estado Mayor de la División de Castilla. Albarrán tomó parte en la batalla de Peñacerrada, en la derrota del general Alaix, en el Perdón y en la acción de Los Arcos.
En mayo de 1839 asistió a las operaciones sobre Guardamino y Ramales, ganando en esta última el empleo de teniente en una carga a la bayoneta. Albarrán también se encontró en las operaciones de las líneas de Villarreal y Arlabán.

### Al servicio de Isabel II
Adherido al Convenio de Vergara con el batallón 1.º de Castilla, en el cual prestaba a la sazón sus servicios, fue destinado en clase de teniente al Regimiento de Infantería de la Princesa, con el que estuvo de guarnición en Málaga y Melilla. Trasladado en 1841 al Fijo de Ceuta, prestó en él sus servicios, hasta que al organizarse el Regimiento de Galicia, pasó a éste y con él a Madrid, en donde batiéndose en las calles el 7 de mayo de 1848, obtuvo el grado de capitán.
Ascendido por antigüedad a capitán efectivo en 1851, fue destinado a las Filipinas, y hallándose en dichas islas, fue agraciado con el grado de comandante en 1854.
Vuelto a la Península al año siguiente, estuvo de reemplazo en Alcázar de San Juan, hasta que al organizarse al poco tiempo el Batallón disciplinario de Melilla fue destinado a él, y en una salida que en septiembre de 1856 hizo la guarnición de Melilla, obtuvo Albarrán el empleo de comandante al recibir en el cuello una herida que por el pronto le dejó inútil para el servicio de las armas. Restablecido al fin a los tres años, pidió inmediatamente formar parte del ejército expedicionario de África, y destinado al Batallón Cazadores de Madrid, estuvo con él en la toma del Serrallo, en la de las alturas del Otero, y en las acciones de 15 y 20 de diciembre. Cuando en lo más recio de la batalla de los Castillejos cayó herido el coronel del Regimiento de León, el general O'Donnell encargó a Albarrán el mando en comisión de dicho Regimiento, al frente del cual ganó en aquella jornada memorable, el grado de teniente coronel. Albarrán se batió después en la acción del 23 de enero y se distinguió señaladamente en la batalla de Tetuán, en la que conquistó el empleo de teniente coronel y la Cruz de 1.ª clase de San Fernando, al frente del Regimiento de León (que quedó destrozado hasta el punto de perder todos los oficiales menos dos) y con cuya bandera en la mano, entró el primero en las trincheras enemigas.
Concluida la guerra de África mandó los batallones de Cazadores de Cataluña y Vergara; con el último de los cuales fue a Melilla y en una salida que hizo para castigar las agresiones de los moros, obtuvo el grado de coronel. De Melilla pasó a Málaga con el batallón de su mando, y destinado al poco tiempo a las inmediatas órdenes del director general de Infantería fue a Madrid. En 1864 pasó a Canarias a mandar el Batallón de la Laguna y promovido a coronel efectivo al año siguiente, se le confió el mando de las fuerzas de infantería de Santa Cruz de Tenerife.

### Tercera guerra carlista
En 1868 se dio al coronel Albarrán el mando del Regimiento de Málaga, pero no estuvo a su frente mucho tiempo, pues llevado de sus arraigados sentimientos monárquicos, solicitó y obtuvo su retiro a los pocos meses de triunfar la Revolución de Septiembre, y escribió enseguida al general Elío poniendo su espada y su persona a las órdenes de Don Carlos de Borbón.
Estuvo esperando que se le designase un puesto en la lucha, hasta que llamado en 1874 por el Duque de la Roca (conocedor de antiguo de la gran reputación adquirida por dicho jefe en la guerra de África) se apresuró a acudir al llamamiento y se presentó a Don Carlos en el Norte. Ascendido en junio Albarrán a Brigadier, y encargado de los batallones cántabros, se batió bizarramente en la batalla de Abárzuza, en la acción de Oteiza y en la toma de La Guardia. Se encontró luego en las operaciones del Carrascal en septiembre de 1874 y en enero de 1875, obteniendo por la batalla de Lácar la Gran Cruz roja del Mértio Militar. 
Continuó después en Navarra, hasta que destinado al Ejército del Centro se presentó en abril a Dorregaray, quien le dio el mando de la División de Castilla, la cual sólo contaba a la sazón con un batallón de 400 plazas y 2 escuadrones. Con estas fuerzas sostuvo una acción en Checa, y habiendo recibido al poco tiempo la orden de entregar un escuadrón a Álvarez, dejar el otro entre Mora y Rubielos de Mora, y retirarse él con los 400 infantes a Cantavieja, lo hizo así, teniendo con este motivo ocasión de demostrar nuevamente su inteligencia y bizarría en la defensa de esta plaza. En cuanto llegó a ella procedió a aumentar sus fortificaciones, que sólo consistían en una tapia de medio metro de espesor, con tres series de aspilleras. El 29 de junio empezó el sitio de Cantavieja, cuya guarnición se componía únicamente de dos batallones de Castilla, el 3.º de Aragón, la compañía de Cadetes, otra de Artillería y otra de Ingenieros, sumando en total unos 1800 hombres con dos cañones de 0.08 rayados por toda artillería. A pesar de la escasez de fuerzas y recursos, se defendieron bizarramente los sitiados por espacio de siete días, y sólo cuando después de rechazar heroicamente un asalto con grandes pérdidas de los liberales, tuvieron la seguridad de que no podían ser socorridos, sólo entonces se rindieron mediante una capitulación altamente honrosa que concedía los honores de la guerra a los sitiados, quienes formados con armas y batiendo marcha salieron de la plaza.
Prisionero bajo su palabra de honor con arreglo al artículo 1.º de la Capitulación fue el brigadier Albarrán a Madrid, de donde se le hizo salir a los tres días por causa de las cuestiones personales a que provocó algunos generales alfonsinos, antiguos compañeros suyos; confinado a Piedrahíta y no habiendo podido ser canjeado en el tiempo que aún duró la guerra, después de concluida ésta permaneció todavía dos años en dicho punto, del que no se le dejaba salir el Gobierno sino con la condición de que reconocería a Don Alfonso, a lo cual siempre se ha negado. 
Por fin en 1878 se dejó volver a Madrid a Albarrán, a quien por cierto trató el Gobierno con singular dureza, pues contra lo que estaba obligado a cumplir con todos los prisioneros de guerra, hizo se publicara una Real Orden en virtud de la cual se negaban al brigadier carlista José García Albarrán exclusivamente los auxilios que el Gobierno tenía obligación de prestar a todos los prisioneros carlistas y efectivamente prestó a todos menos a él.
Después de la guerra, José García Albarrán tomó parte en numerosos actos carlistas, mostrando su incondicional adhesión a la causa tradicionalista. Según Francisco de Paula Oller, él mismo decía a sus 72 años de edad que solo tenía un deseo: «morir como su padre por la Bandera personificada en Don Carlos de Borbón».
Tras su fallecimiento en Madrid, al no tener descendencia, Carlos VII transmitió su pésame al general Bérriz, que era su más íntimo amigo.